# Animex
Animex Foods – działające na polskim rynku przedsiębiorstwo specjalizujące się w produkcji mięsa wieprzowego, drobiowego i przetworów mięsnych. Od lat przedsiębiorstwo zajmuje się produkcją na rynek krajowy oraz eksportem mięsa i jego przetworów na rynki zagraniczne.
Animex posiada 12 zakładów produkcyjnych w Polsce (zakłady mięsne: Ełk, Suwałki, Iława, Morliny, Starachowice, Szczecin, Opole, Kutno K1, Kutno K2, Kutno K4, Daszyna K3; zakład pierzarski: Kraków).

## Historia
1 lutego 1951 firmę zarejestrowano jako przedsiębiorstwo państwowe pod nazwą Centrala Importowo-Eksportowa Artykułów i Przetworów Pochodzenia Zwierzęcego Animex. W 1983 centrala została przekształcona w spółkę z o.o., a następnie w spółkę akcyjną. 29 czerwca 1995 akcje Animeksu zostały dopuszczone przez Komisję Papierów Wartościowych do obrotu publicznego na Warszawskiej Giełdzie Papierów Wartościowych i były notowane do 2002. W kwietniu 1999 amerykańska firma Smithfield Foods Incorporated przejęła większościowy pakiet akcji Animex S.A. stając się inwestorem strategicznym spółki. Od września 2013 Smithfield Foods, a tym samym także Animex są częścią chińskiej grupy WH Group.

## Marki i produkty
Produkty firmy oferowane są pod markami takimi jak: Krakus, Morliny, Berlinki, Morlinki, Mazury i Yano.
Marka Krakus to najstarsza marka firmy Animex. Zadebiutowała w roku 1951, kiedy oficjalnie została zarejestrowana jako chroniony znak towarowy w Stanach Zjednoczonych. Obecnie pod marką Krakus znajdują się produkty: kiełbasy podsuszane, wędzonki, konserwy, kabanosy oraz marynaty.
Do marki Morliny należą submarki: Morlinki (wędliny dla dzieci) oraz Berlinki (paczkowane parówki).
W portfolio marek należących do Animex znajduje się także Yano (wędliny śniadaniowe, parówki, produkty mięsne i dania gotowe) oraz Mazury (kiełbasy, szynki i konserwy).